# Cannonia
Cannonia — рід грибів. Назва вперше опублікована 1999 року.

## Класифікація
До роду Cannonia відносять 1 вид:
- Cannonia australis